# Papp László (birkózó)
Papp László dr. (Szentes, 1905. január 4. – Budapest, 1989. január 28.) Európa-bajnok és olimpiai ezüstérmes magyar birkózó, ügyvéd, mesteredző, szakíró, sportvezető.

## Pályafutása
1928-ban a Pázmány Péter Tudományegyetemen doktorált. 1928–1934 között Budapesten joggyakornok, 1934–1938 között a Pestvidéki Törvényszéken bírósági jegyző, majd titkár. 1938–1942 között Gödöllőn, illetve Újpesten járásbíró, 1942–1945 között a Pestvidéki Törvényszéken bíró, 1945–1949 között Szentesen a Csongrád megyei Földhivatal vezetője, a helyi földreform irányítója. 1949–1956 között a Pest Megyei Bíróság tanácselnöke, 1957–1971 között a Legfelső Bíróság bírája. 1971-től az FTC jogtanácsosa. 
1923–1944 között a Magyar AC (MAC), a Magyar Atlétikai Club igazolt versenyzője. Az olimpiát követően sérülés miatt nem versenyzett. Ökölvívó a Ferencvárosi TC szakosztályában. 1932-ben, kisnehézsúlyban a Ferencvárosi TC súlyemelőjeként országos bajnokságot nyert. 1951-ben a Testnevelési Főiskolán birkózó szakedzői oklevelet szerzett. A MAC 28. klubbajnoka, 1925–1934 között 15-szörös magyar válogatott. 1935–1944 között a birkózóválogatott szövetségi kapitánya. 1935–1970 között a válogatott mellett a Bp. Kinizsi, majd a Ferencvárosi TC birkózóit oktatta. 1961-ben mesteredzői címet kapott. 1945–1949 között Szentesen edzősködött; 1949–1970 között az FTC birkózószakosztály vezető edzője, közben 1950–1955 között a birkózóválogatott keretedzője. A Magyar Birkózó Szövetség (MKSZ) edzőbizottságának elnöke, 1970-től az FTC elnökségi tagja, 1970–1973 között az FTC Módszertani Osztály vezetője. Az FTC örökös tagja, 1984-ben az FTC Aranydiplomása. 

### Magyar birkózóbajnokság
1926–1934 között hétszeres, 5-ször kötöttfogásban és 2-szer szabadfogásban magyar bajnokságot nyert.

### Birkózó-Európa-bajnokság
- 1925-ben kötöttfogású félnehézsúlyban (82,5 kg) bronzérmes
- 1926-ban kötöttfogású középsúlyban (75 kg) bronzérmes
- 1927-ben kötöttfogású középsúlyban (75 kg) aranyérmes
- 1933-ban szabadfogású félnehézsúlyban aranyérmes
- 1934-ben szabadfogású középsúlyban bronzérmes

### Olimpiai játékok
Az 1928. évi nyári olimpiai játékok birkózóbajnokságában, a középsúlyú kötöttfogás kategóriában a 2. helyen végzett.

## Szakmai sikerek
- Igazságügy Kiváló Dolgozója (1960)
- Sport Érdemérem ezüst fokozata (1955)
- Sport Érdemérem arany fokozata (1974, 1980)
- Munka Érdemrend ezüst fokozata (1965, 1970)

## Írásai
- Papp László: A szabadbirkózás – Budapest, 1943
- Papp László – Matura Mihály: A birkózás edzéselmélete – Budapest, 1952
- Papp László – Matura Mihály: A szabadfogású birkózás – Budapest, 1953
- Papp László – Matura Mihály: A kötöttfogású birkózás – Budapest, 1954
- Papp László: A birkózás – Budapest, 1963